# Otto Friebel
Otto Friebel (* 12. Dezember 1920 in Dresden; † 30. November 1991 in München) war ein deutscher Schauspieler.

## Leben
Otto Friebel absolvierte nach dem Besuch des Gymnasiums und Abitur eine Schauspielausbildung bei Robert George und Martin Hellberg (1905–1999) in München. Friebels Schauspielausbildung wurde durch den Zweiten Weltkrieg unterbrochen; 1946 nahm er seine Schauspielausbildung wieder auf. Sein Debüt als Theaterschauspieler gab er Ende der 1940er Jahre am damaligen Dramatischen Theater München.
Friebel spielte zwischen Ende der 1940er Jahre bis Anfang der 1990er Jahre über 30 Rollen in Film und Fernsehen. Nachgewiesen sind sporadische Filmauftritte, meistens in Heimatfilmen, Filmlustspielen und Filmkomödien. Als seinen ersten Filmauftritt führt die Filmdatenbank IMDb die deutsche Liebesromanze Heimliches Rendezvous aus dem Jahr 1949, in der Friebel unter der Regie von Kurt Hoffmann neben Hertha Feiler und Rudolf Prack zu sehen war. In der zweiteiligen Literaturverfilmung Meines Vaters Pferde (1954) übernahm er die Rolle des Dr. Brachvogel.
In dem westdeutschen Märchenfilm Die Bremer Stadtmusikanten (1959) spielte Friebel einen der drei Räuber. Er hatte außerdem kleine Rollen in internationalen Produktionen: als Sekretär in Lola Montez (1955) und als ostdeutscher Vernehmungsbeamter in Eins, Zwei, Drei (1961).
Seit den 1960er Jahren arbeitete Friebel hauptsächlich für das Fernsehen; häufig war er in Kriminalfilmen und Krimiserien zu sehen. In dem Fernsehmehrteiler Das Messer (1971) nach Francis Durbridge war er als Brook zu sehen.
Er hatte Episodenrollen unter anderem in den Fernsehserien Kommissar Freytag, Die fünfte Kolonne, Das Kriminalmuseum, Der Kommissar, Der Alte und Forsthaus Falkenau.
Friebel wurde auf dem Neuen Südfriedhof in München beigesetzt.

## Filmografie
- 1949: Heimliches Rendezvous
- 1950: Liebe auf Eis
- 1952: Der große Zapfenstreich
- 1952: Rosen blühen auf dem Heidegrab
- 1954: Eine Frau von heute
- 1954: Meines Vaters Pferde I. Teil Lena und Nicoline
- 1954: Meines Vaters Pferde II. Teil Seine dritte Frau
- 1954: Das zweite Leben
- 1955: Lola Montez
- 1959: Die Bremer Stadtmusikanten
- 1961: Eins, Zwei, Drei (One, Two, Three)
- 1962: Kommissar Freytag (Folge: Indiz im Schulterblatt) (Fernsehserie)
- 1964: Lydia muss sterben
- 1965–1966: Die fünfte Kolonne (Fernsehserie, 2 Folgen)
- 1968: Das Kriminalmuseum (Folge: Der Bohrer) (Fernsehserie)
- 1969: Ende eines Leichtgewichts (Fernsehfilm)
- 1970: Der Kommissar (2 Folgen) (Fernsehserie)
- 1971: Das Messer (Fernsehmehrteiler)
- 1973: Der Lord von Barmbeck
- 1979: Wehe, wenn Schwarzenbeck kommt
- 1980: Der Alte (Folge: Sportpalastwalzer) (Fernsehserie)
- 1980: Ein Guru kommt
- 1984: Gespenstergeschichten: Das Gesicht
- 1984: Verbotene Hilfe (Fernsehfilm von Liliane Targownik)
- 1992: Forsthaus Falkenau (Folge: Giftspuren) (Fernsehserie)